# FKM Nové Zámky
Futbalový klub mesta Nové Zámky w skrócie FKM Nové Zámky – słowacki klub piłkarski, grający w trzeciej lidze słowackiej, mający siedzibę w mieście Nowe Zamki.

## Historia
Klub został założony w 1907 roku jako Érsekújvári SE. W sezonach 1939/1940, 1941/1942, 1942/1943 i 1943/1944 zespół występował w rozgrywkach drugiej ligi węgierskiej. W latach 1961–1963 i 1964-1967 występował w rozgrywkach drugiej ligi czechosłowackiej. W sezonie 1995/1996 klub wywalczył swój historyczny awans do drugiej ligi słowackiej i grał w niej w sezonach 1996/1997, 1998/1999, 1999/2000, 2009/2010 i.

## Historyczne nazwy
- 1907 – Érsekújvári SE (Érsekújvári Sport Egylet)
- 1941 – Érsekújvári SE-Cikta (Érsekújvári Sport Egylet-Cikta)
- 1943 – MOVE Érsekújvári SE (Magyar Országos Véderő Egylet Érsekújvári Sport Egylet)
- 1945 – Érsekújvári SE (Érsekújvári Sport Egylet)
- TJ Slovan Nové Zámky (Telovýchovná jednota Slovan Nové Zámky)
- TJ Elektrosvit Nové Zámky (Telovýchovná jednota Elektrosvit Nové Zámky)
- FKM Nové Zámky (Futbalový klub mesta Nové Zámky)

## Stadion
Domowe mecze klub rozgrywał na stadionie Štadión Ladislava Gancznera, położonym w mieście Nowe Zamki. Stadion może pomieścić 3000 widzów.